# Григор Акнерци
Григо́р Акнерци́ (арм. Գրիգոր Ակներցի), также Аканци́ (арм. Ականցի) — армянский историк XIII века.

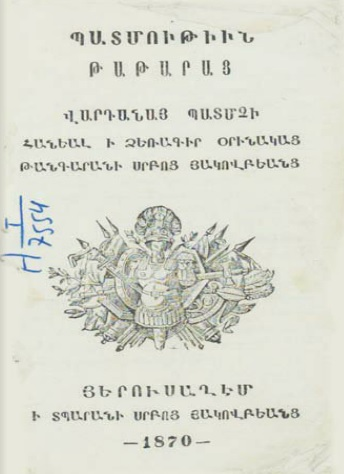
«История татар», издание 1870 г.

## Биография
Родился в Киликии, примерно в 1250 году. Обучение прошёл в монастыре Хоранашат. В середине 1260-х годов возвращается в Киликию, становится иноком в монастыре Акнер. В 1273 году переписывает «Хронологию» Михаила Сирийца. Позже пишет своё сочинение «История народа стрелков» (иногда именуется также «История татар»). О личной жизни ничего неизвестно, кроме сообщения самого Григора о том, что у него был брат по имени Мхитар, который скончался ко времени написания «Истории». Умер примерно в 1335 году.

«История народа стрелков» — рассказывает о монгольском нашествии на Армению. Охватывает период с 1229 до 1273 гг. Является единственным трудом в средневековой армянской историографии, авторская рукопись которого дошла до наших дней. Книга передаёт ценные сведения об экономической и политической жизни в Армении во времена монгольского ига, является уникальным источником о быте монголов, их религии и культуре. Авторство было изначально приписано Вардану Аревелци, потом некоему иноку Магакии. Впервые издана в 1870 году в Иерусалиме (авторство — Вардан Аревелци), уже в 1871 году переведён на русский язык (авторство — инок Магакия). Существуют также английские, турецкие и грузинские издания (уже с авторством Григора Акнерци).